# عديسة (نبات)

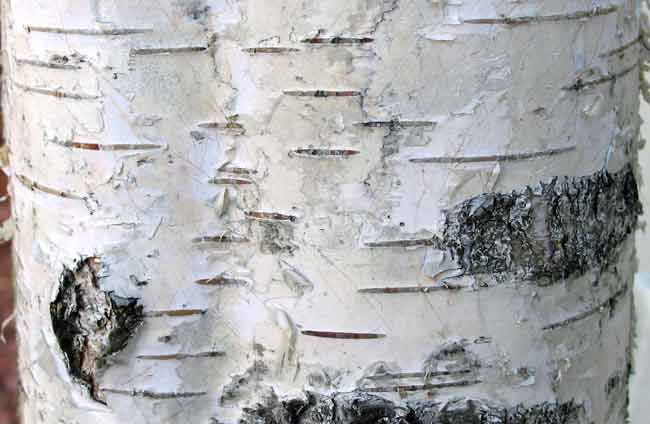
العديسات على ساق القضبان الفضي

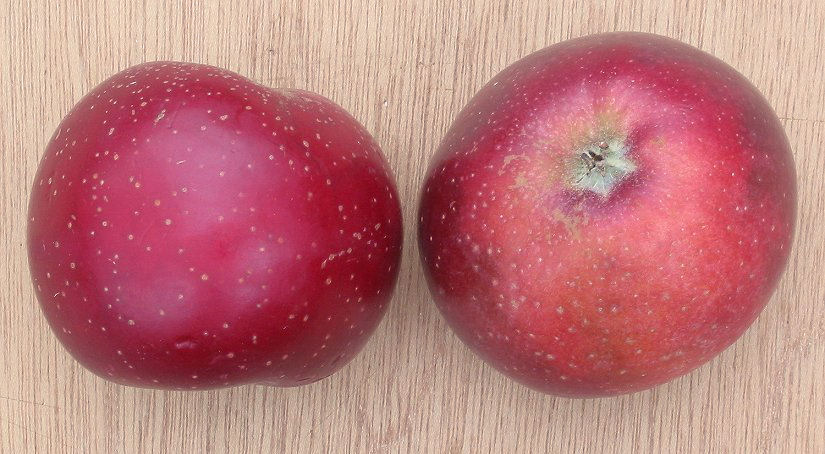
العديسات على ثمار التفاح.

العديسة أو العديسات ((بالإنجليزية: Lenticel)‏) وهي عبارة عن فتحات توجد في الأشجار ذات السوق الصلبة تساعد في عملية تبادل الغازات وإخراج الماء من النبتة على شكل غاز في الطبقة الخارجية من الساق .

## التنفس في النبات
يقوم النبات الأخضر في النهار بعمليتي البناء الضوئي والتنفس لكن الناتج الصافي يكون أخذ ثاني أكسيد الكربون وطرد الأوكسجين لأن البناء الضوئي أسرع من التنفس.
النبات الأخضر في الليل أو في النهار بدون أوراق : يقوم بعملية التنفس فقط.
أما النباتات المائية تتنفس عن طريق الانتشار المباشر لأنها تتميز بارتفاع نسبة السطح إلى الحجم مثل الطحالب التي يصل نموها إلى 100 متر وهي لا تحتاج إلى جهاز تنفسي لأن معظم خلاياها تكون قريبة من الوسط الذي تعيش فيه.
أما النباتات البرية فبالعكس ( نسبة سطحها أقل من نسبة حجمها ) لذا فخلاياها بعيدة عن الوسط.. لذا يكون لها تراكيب خاصة لتبادل الغازات ونقلها إلى الخلايا وهي :
- الثغور
- العديسات
- الجذور.

## معرض صور

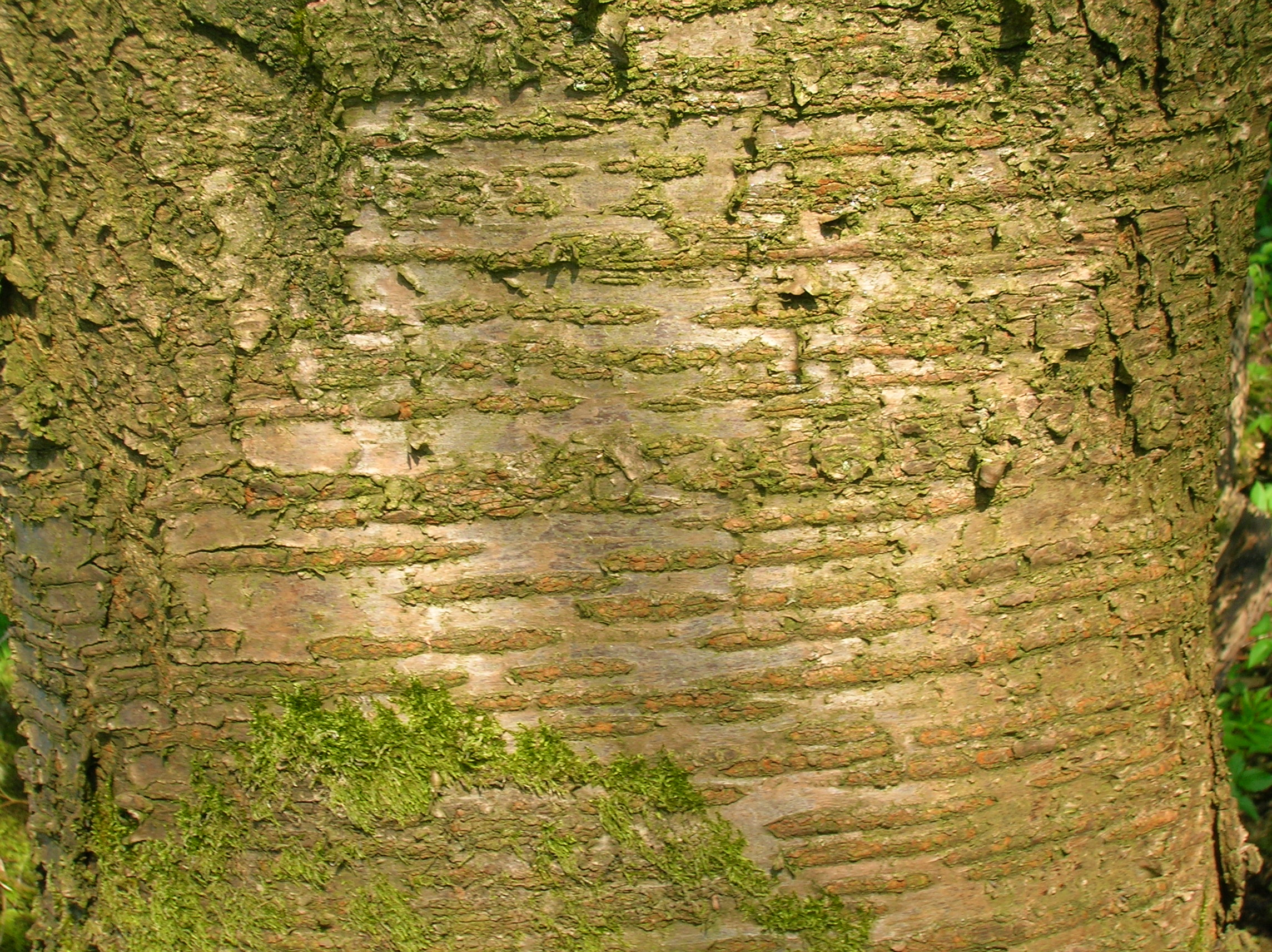
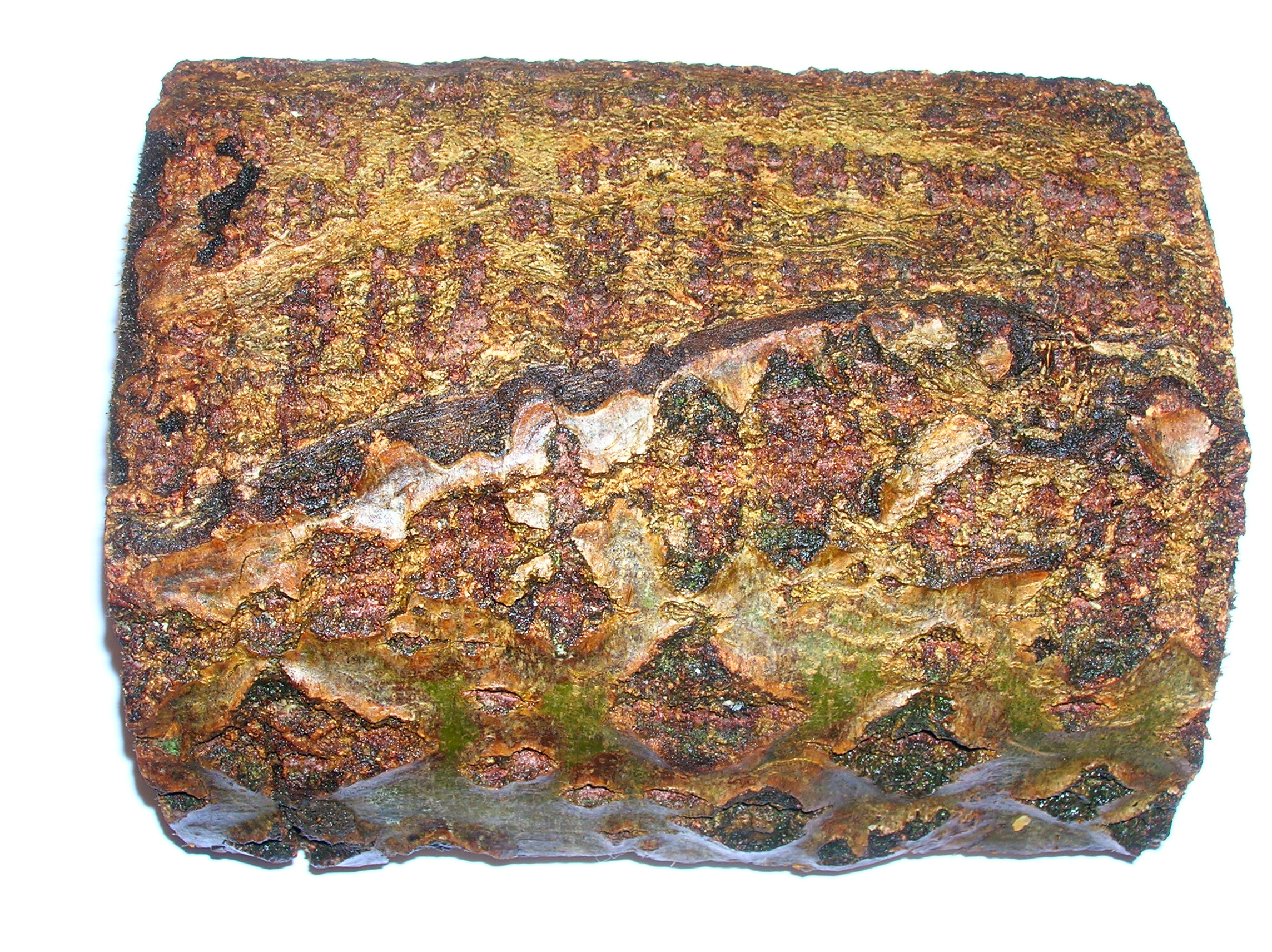
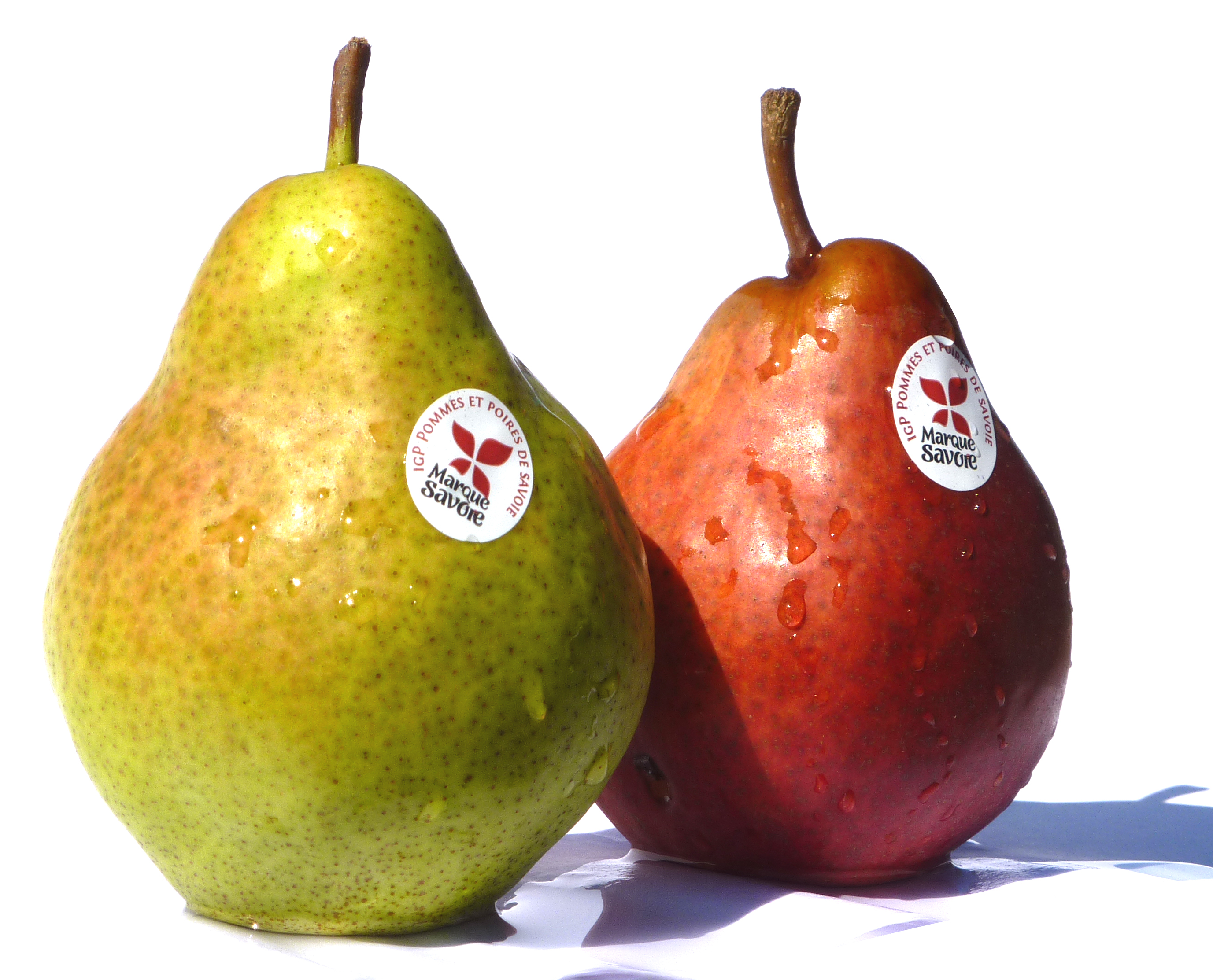
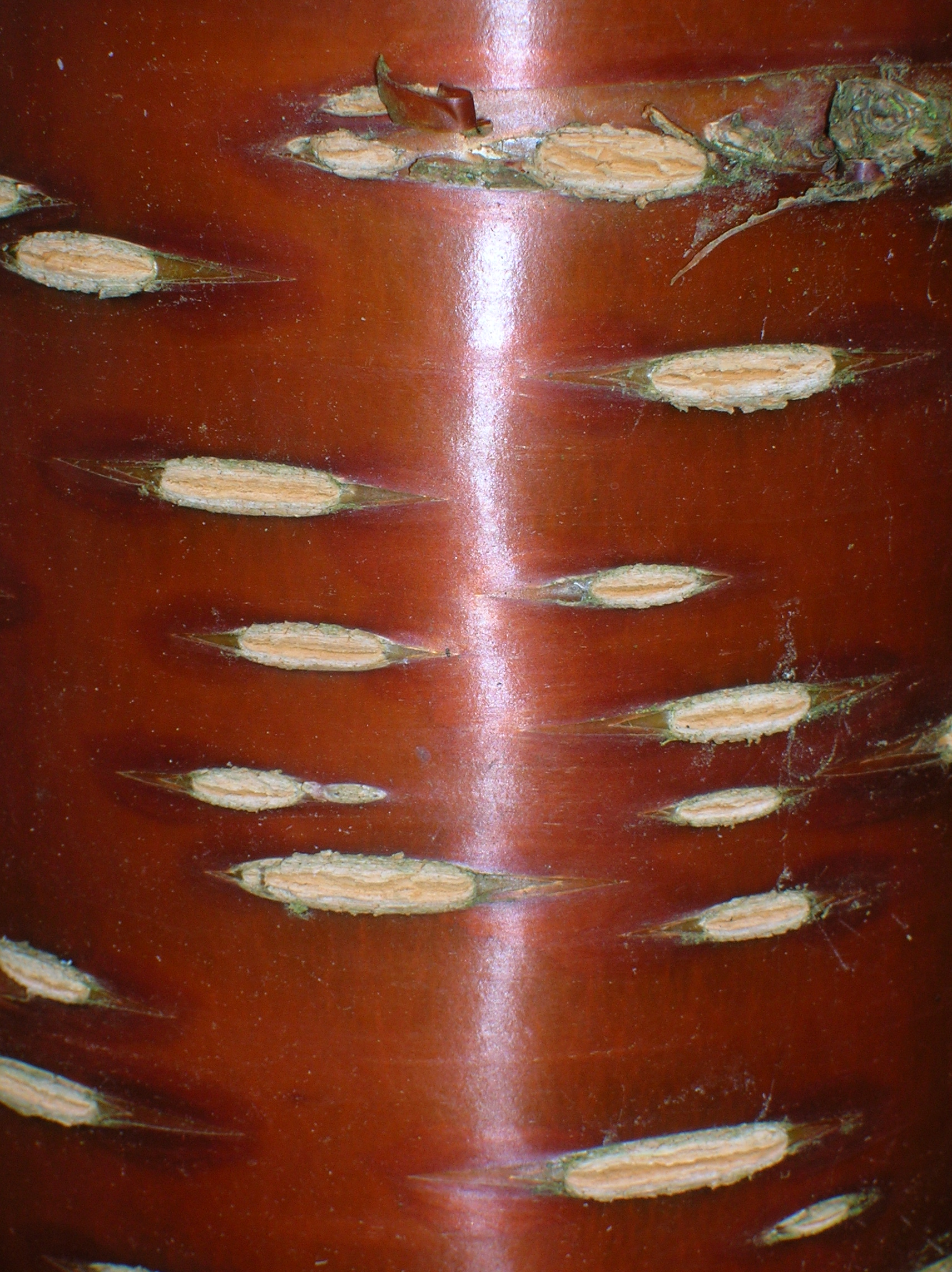
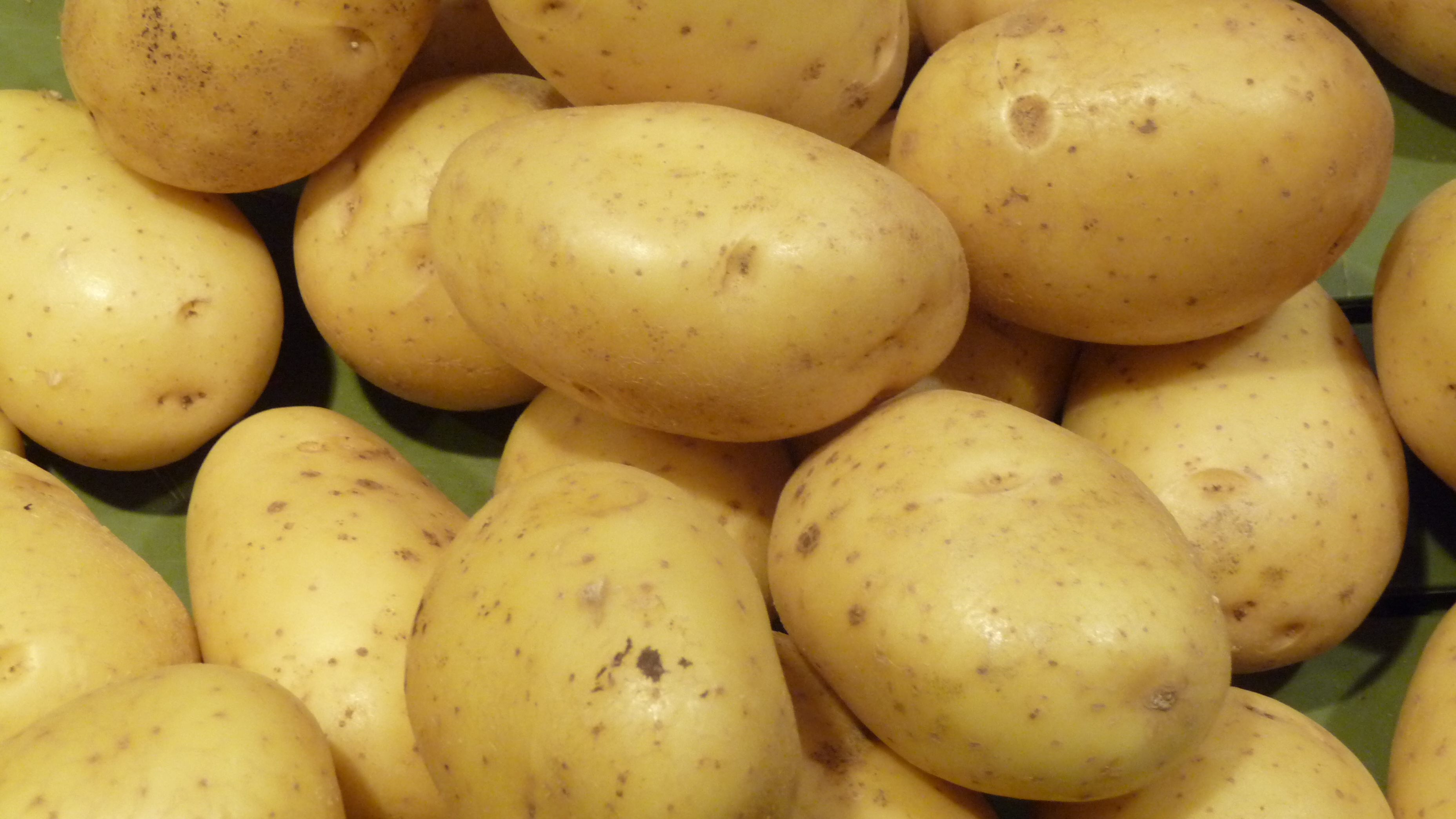

## طالع أيضًا
- التنفس
- البناء الضوئي